# Harold Frederick Pitcairn
Harold Frederick Pitcairn (Hawthorne, 20 giugno 1897 – Filadelfia, 24 aprile 1960) è stato un aviatore e inventore statunitense.
Figlio di un industriale di Pittsburgh, ha iniziato il suo interesse per l'aviazione fin dal primo volo dei fratelli Wright nel 1903.
Ha giocato un ruolo chiave nello sviluppo dell'autogiro e fondò la Autogiro Company of America. Ha inventato e brevettato molto in materia di velivoli ad ala rotante.
Pitcairn ha fondato la Pitcairn Aviation (poi divenuta Eastern Airlines), e la Pitcairn Aircraft Company che hanno fabbricato biplani per posta aerea, ed autogiri. Gli è stato assegnato il Collier Trophy nel 1930 per lo sviluppo dell'autogiro.
Si suicidò nel 1960 nella sua casa di Filadelfia poco dopo una festa in celebrazione del compleanno di suo fratello. Pitcairn è stato inserito nella National Aviation Hall of Fame degli Stati Uniti d'America nel 1995.